# Rauno Korpi
Rauno „Rane“ Korpi (* 25. června 1951, Tampere) je finský trenér ledního hokeje.

## Trenérská kariéra
V letech 1986–1988 dovedl klub Tappara ke třem mistrovským titulům finské SM–liigy v řadě, jeho koučem byl v obdobích 1979–1982, 1985–1991 a 1997–1998. V této soutěži kromě toho získal jednu zlatou, stříbrnou a bronzovou medaili. Třikrát byl zvolen nejlepším hokejovým trenérem Finska. Dále vedl oddíly TuTo, EC KAC a EV Zug.
Mezi roky 1986–1987 působil jako hlavní trenér finské reprezentace mužů. Na Zimních olympijských hrách 1998 v Naganu přivedl finský ženský výběr k bronzovým medailím, a také vedl finský tým do 20 let.

## Soukromý život
Jeho dcerou je krasobruslařka a olympionička Kiira Korpiová (nar. 1988), bronzová medailistka z mistrovstvích Evropy 2007 a 2011.